# Grèce aux Jeux olympiques de 1904
La Grèce participe aux Jeux olympiques d'été de 1904 à Saint-Louis, au Missouri. Il s'agit de la troisième participation du pays, présent depuis la première édition à Athènes en 1896. La délégation est composée de quatorze athlètes qui participent aux compétitions dans trois sports.

## Médailles
| Médaille | Nom                 | Sport         | Épreuve                   |
| -------- | ------------------- | ------------- | ------------------------- |
| Or       | Perikles Kakousis   | Haltérophilie | Poids lourd - à deux bras |
| Bronze   | Nikolaos Georgantas | Athlétisme    | Lancer du disque          |

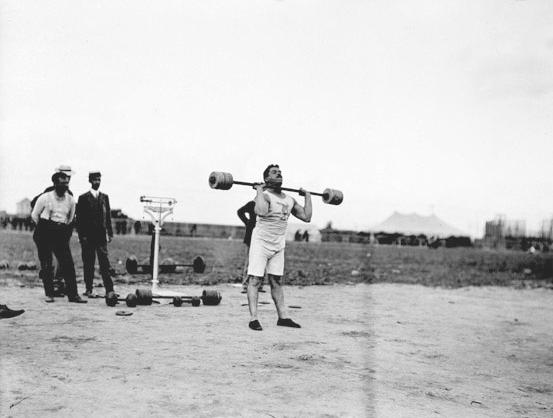
Perikles Kakousis.
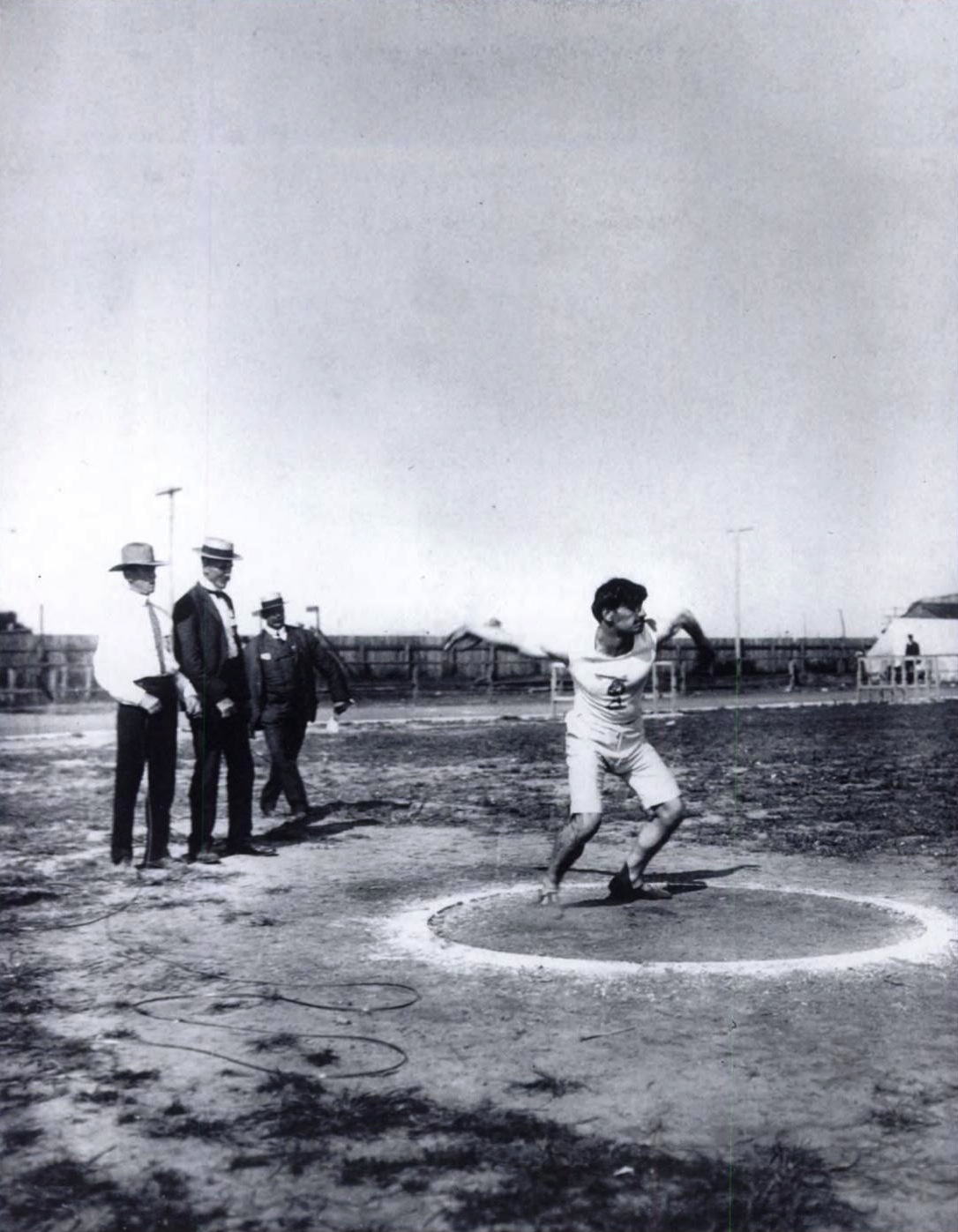
Nikolaos Georgantas.

## Résultats

### Athlétisme
| Epreuve          | Athlète              | Résultat | Place |
| ---------------- | -------------------- | -------- | ----- |
| Marathon         | Dimitrios Veloulis   | Inconnu  | 5     |
| Marathon         | Christos Zechouritis | Inconnu  | 10    |
| Marathon         | Andrew Oikonomou     | Inconnu  | 14    |
| Marathon         | Georgios Drosos      | DNF      | —     |
| Marathon         | Charilaos Giannakas  | DNF      | —     |
| Marathon         | Ioannis Loungitsas   | DNF      | —     |
| Marathon         | Georgios Louridas    | DNF      | —     |
| Marathon         | Petros Pipiles       | DNF      | —     |
| Marathon         | Georgios Vamkaitis   | DNF      | —     |
| Lancer du poids  | Nikolaos Georgantas  | DSQ      | —     |
| Lancer du disque | Nikolaos Georgantas  | 37,68 м  | 3     |

### Haltérophilie
| Concours                  | Athlète           | Résultat  | Résultat |
| Concours                  | Athlète           | Poids     | Place    |
| ------------------------- | ----------------- | --------- | -------- |
| Poids lourd - à deux bras | Perikles Kakousis | 111,70 kg | 1        |

### Tir à la corde
| Concours       | Athlètes | Quart de finale                           | Demi-finale | Finale  | Demi-finale pour l'argent | Finale pour l'argent |
| -------------- | --- | ----------------------------------------- | ----------- | ------- | ------------------------- | -------------------- |
| Tir à la corde | - Nikolaos Georgantas - Dimitrios Dimitrakopulos - Anastasios Georgopulos - Perikles Kakousis - Wasilios Metalos | Southwest Turnverein of Saint Louis No. 1 | Éliminé     | Éliminé | Éliminé                   | Éliminé              |